# La donna è un male necessario
La donna è un male necessario (I Am a Camera) è un film del 1955 diretto da Henry Cornelius, liberamente tratto dal romanzo Addio a Berlino di Christopher Isherwood e dal suo adattamento teatrale ad opera di John Van Druten.
Il titolo italiano del film ricalca un antico aforisma di Aulo Gellio (Notti attiche).

## Trama
Berlino anni trenta, Christopher è un giovane giornalista emigrato in Germania che per mantenersi dà lezioni di lingua. Sally è una ragazza esuberante rimasta senza un soldo dopo essere stata truffata. Dopo il loro incontro Christopher le offre di ospitarla e lei accetta senza pensarci due volte.
Qualche tempo dopo incontrano Clive, un miliardario americano che fa conoscere loro la bella vita, quando però Sally crede di aspettare un bambino da lui è a Christopher che si rivolge, il quale le presta ancora aiuto offrendosi di sposarla.
I timori della ragazza però sono infondati e rompe la promessa di matrimonio spingendo l'amico ad accettare un posto di lavoro in America, quanto a lei andrà a Parigi. Passano gli anni e si ritrovano casualmente dal loro comune editore, sono entrambi scrittori, lui ricco e lei povera e Christopher ancora una volta la prenderà con sé.